# Luís Espinal Camps
Luís Espinal Camps, SJ (Sant Fruitós de Bages, 2 de fevereiro de 1932 – La Paz, 21 de março de 1980), foi um padre jesuíta espanhol, naturalizado boliviano em 1970. Tornou-se conhecido por ser um defensor dos direitos humanos, motivo pelo qual foi sequestrado e assassinado em março de 1980 por paramilitares, no contexto da Ditadura Militar.

## Biografia
Luís Espinal nasceu em San Fructuoso de Bages, Espanha em 1932. Emitiu seus primeiros votos como jesuíta em 15 de agosto de 1951. Foi ordenado sacerdote em 29 de julho de 1962. Em 8 de agosto de 1968, chegou como missionário na Bolívia. Quando jovem tinha grandes paixões junto à sua vocação religiosa: era poeta, jornalista e cineasta e frequentemente dizia: "São todos meios que conduzem a Jesus".

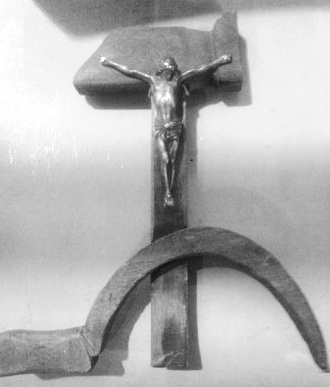
O crucifixo comunista difundido por padre Espinal - em julho de 2015, Evo Morales presenteou o Papa Francisco com uma réplica dele

Quando chegando à Bolívia, o padre Espinal encontrou uma situação política, social e econômica dramática. Naquele país sucediam-se os golpes militares e as juntas no poder competiam em ferocidade e crueldade e a política não conseguia superar os traumas da guerrilha e do assassinato de Che Guevara. Espinal sentiu-se imediatamente envolvido, e passou a apoiar os mineradores de estanho, paupérrimos, e suas mulheres (guiadas pela mítica Domitila Chúngara. Por isso, os militares o indiciaram como "perigo subversivo estrangeiro com hábito talar".
O padre Espinal escreveu diversos livros, produziu numerosos documentários e promoveu diversos programas televisivos e radiofônicos. Foi cofundador da Assembleia dos Direitos Humanos e até sua morte foi diretor do semanário "Aquí".
Em 1977, junto com outros manifestantes que solicitavam democracia e liberdade, participou de uma greve de fome que durou 19 dias.
No dia 21 de março de 1980 foi sequestrado. Seu corpo foi encontrado no dia seguinte com uma bala na cabeça, e corpo estava horrendamente mutilado. O assassinato fora ordenado e planejado pelo ditador García Meza junto com seu assistente Luis Arce Gómez.

## Beatificação

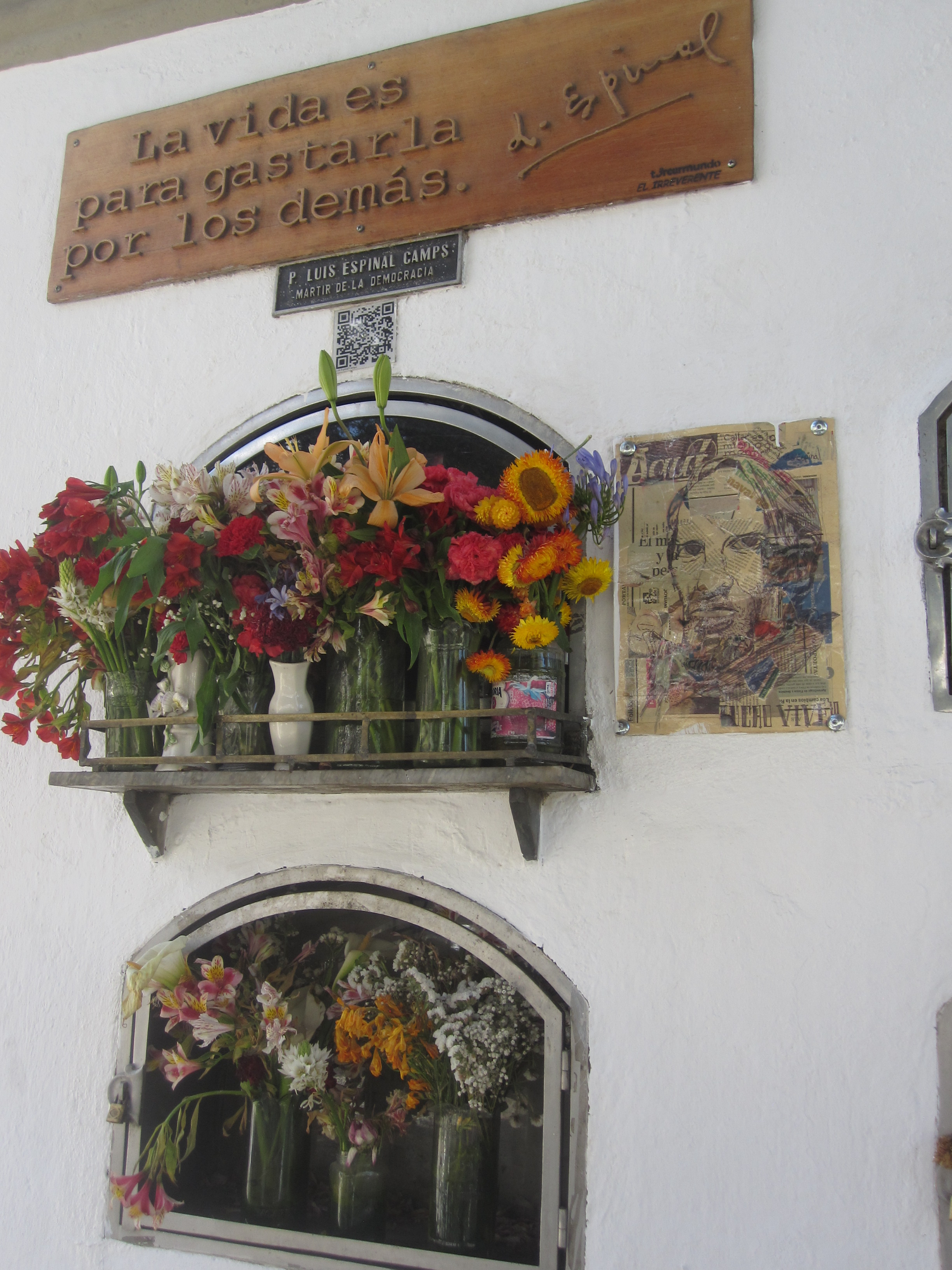
O túmulo de padre Espinal no cemitério geral de La Paz

A violenta morte de padre Espinal é por vezes equiparada ao martírio cristão. Em maio de 2015, a Assembleia Permanente dos Direitos Humanos da Bolívia (APDHB), da qual Espinal foi cofundador, emitiu uma resolução buscando junto ao Papa Francisco a beatificação de Espinal. A esta resolução aderiram mais cinco entidades, entre as quais se destacam a Universidade Maior de San Andrés e a Companhia de Jesus.
Osvaldo Chirveches, superior-geral dos jesuítas na Bolívia em 2015, afirmou:
Se Lucho Espinal é considerado um mártir da fé, ou seja, morreu pela sua fé, depois vêm os próximos passos para chamá-lo de Servo de Deus, bem-aventurado e depois santo.
Silvana Gonzales, responsável pelo departamento de comunicação do escritório nacional da Comunidade Fe y Alegría (pertencente aos jesuítas), afirmou que o processo de beatificação de padre Espinal já fora iniciado, tendo sido traçado a motivação de sua morte com seu trabalho humanitário.

## Legado

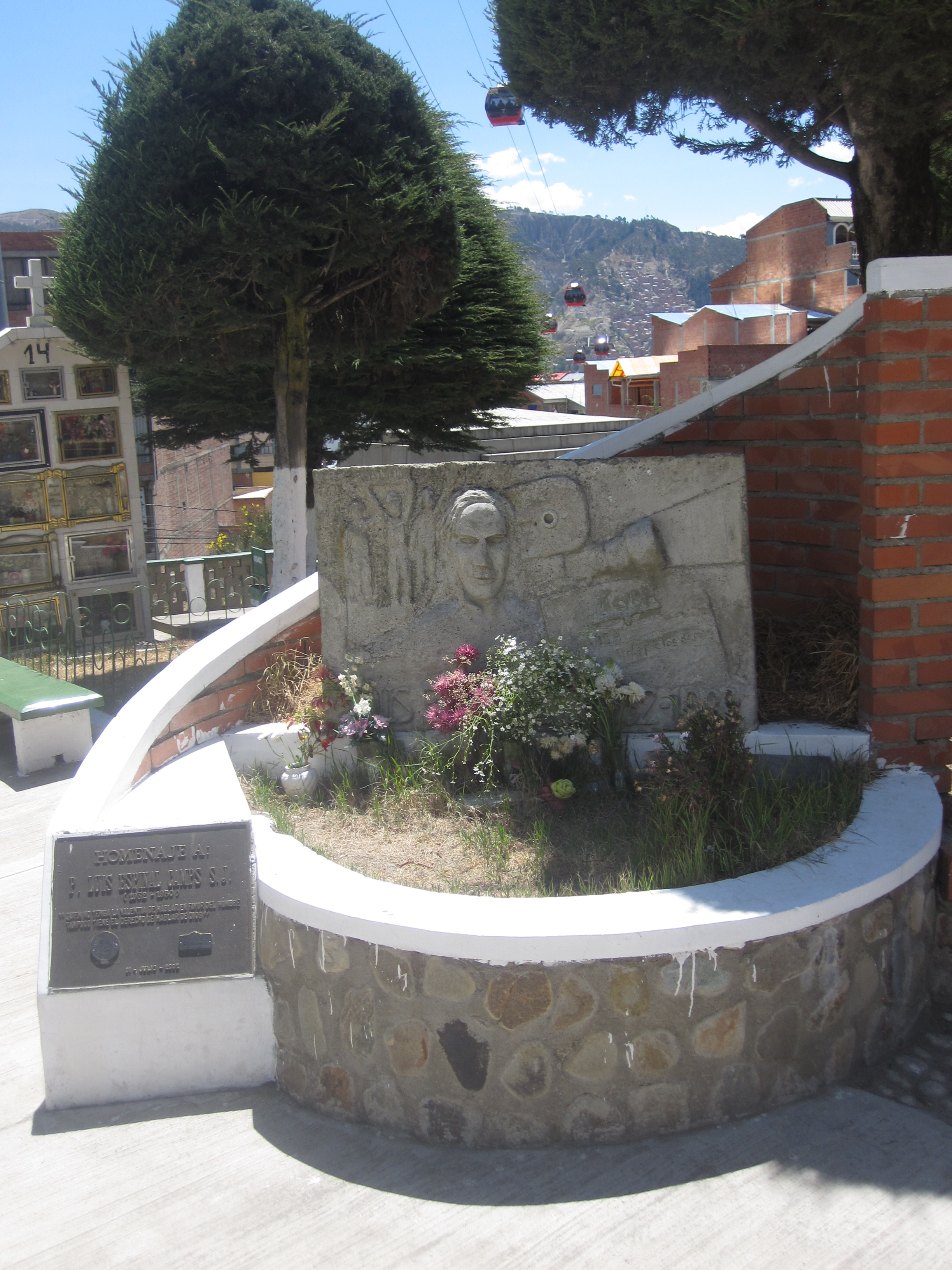
Monumento com a gravura de padre Espinal, próximo de seu túmulo

Em novembro de 2011, foi apresentado o documentário Lucho San Pablo que contava a trajetória de Espinal.
Em julho de 2015, o Papa Francisco, durante uma viagem à Bolívia visitou o local em que o corpo de Luís Espinal foi encontrado . O Presidente Evo Morales ofereceu-lhe uma réplica do "crucifixo comunista", representando Jesus Cristo pregado à foice e ao martelo, criado por padre Espinal.